# Zoe Arancini
Zoe Elise Arancini (Perth, 14 de julho de 1991) é uma jogadora de polo aquático australiana.

## Carreira
Ela joga polo aquático de clube na National Water Polo League pelo Fremantle Marlins, onde ganhou o campeonato da liga em 2005, 2007 e 2008 e é treinada por sua mãe. Ela representou o país como membro da equipe nacional feminina de polo aquático da Austrália no nível júnior e sênior, com mais de oitenta aparições pela seleção nacional entre os dois níveis. Ela ganhou uma medalha de ouro na Copa do Canadá de 2011, medalhas de prata nas Superfinais da Liga Mundial da FINA de 2010 e na Copa do Mundo da FINA de 2010 e medalhas de bronze nas Superfinais da Liga Mundial da FINA de 2009 e no Campeonato Mundial Júnior da FINA de 2011.
Arancini fez parte da equipe da Austrália que finalizou na sexta colocação nos Jogos Olímpicos de 2016, no Rio de Janeiro. Nos Jogos Olímpicos de Verão de 2024, em Paris, conquistou a medalha de prata no torneio feminino do polo aquático, após confronto na final contra a equipe espanhola.